# 王赤
王赤（1967年2月—），男，中国空间物理和空间天气学家，中国科学院国家空间科学中心主任、研究员，中国科学院院士。

## 生平
1990年毕业于中国科学技术大学，获学士学位。1992年毕业于中国科学院空间科学与应用研究中心，获硕士学位。1998年毕业于美国麻省理工学院，获博士学位。
2019年当选为中国科学院院士。